# Józef Szajewski
Józef Franciszek Jan Szajewski vel Józef Zmorzysko, ps. „Philips” (ur. 4 grudnia 1891 w Ostrej Górce, zm. 5 maja 1957) – podpułkownik geograf Wojska Polskiego, kawaler Orderu Virtuti Militari.

## Życiorys
Urodził się 4 grudnia 1891 w Ostrej Górce, w ówczesnym powiecie będzińskim guberni piotrkowskiej, w rodzinie Stanisława i Agaty z Guzych. 30 czerwca 1921 otrzymał zezwolenie na zmianę nazwiska rodowego „Zamorzysko” na „Szajewski”. Był członkiem Polskiej Partii Socjalistycznej i Związku Strzeleckiego. 1 stycznia 1917 został mianowany na stopień chorążego. Pełnił służbę w Krajowym Inspektoracie Zaciągu. Latem 1917, po kryzysie przysięgowym, został internowany w Szczypiornie. We wrześniu tego roku, po ujawnieniu stopnia oficerskiego, został przeniesiony do obozu w Rastadt, a 1 grudnia do Werl.
W czasie wojny z bolszewikami walczył w szeregach 35 Pułku Piechoty. 29 czerwca 1919 wyróżnił się podczas obrony Łohiszyna dowodząc 1. i 4. kompanią. 3 maja 1922 został zweryfikowany w stopniu kapitana ze starszeństwem z 1 czerwca 1919 roku i 620. lokatą w korpusie oficerów piechoty. Jego oddziałem macierzystym był nadal 35 pp. W ewidencji Wojska Polskiego figurował wówczas, jako „Jan Szajewski”. Później został przeniesiony do 83 Pułku Piechoty w Kobryniu. W 1922 został odkomenderowany z 83 pp na dwuletni kurs Oficerskiej Szkoły Topografów. 1 grudnia 1924 został mianowany na stopień majora ze starszeństwem z 15 sierpnia 1924 i 198. lokatą w korpusie oficerów piechoty. W listopadzie 1925 został przeniesiony do korpusu oficerów geografów z równoczesnym wcieleniem do Wojskowego Instytutu Geograficznego w Warszawie. 27 stycznia 1930 został mianowany na stopień podpułkownika ze starszeństwem z 1 stycznia 1930 i 2. lokatą w korpusie oficerów geografów. W sierpniu 1931 został przeniesiony do Komendy Garnizonu i Placu m. st. Warszawy (później przemianowanej na Komendę Miasta Warszawa). W grudniu 1932 został zatwierdzony na stanowisku zastępcy komendanta miasta Warszawy. W styczniu 1934 roku został przydzielony do Powiatowej Komendy Uzupełnień Nisko w celu odbycia praktyki w służbie uzupełnień. W sierpniu tego roku został zatwierdzony na stanowisku komendanta PKU Nisko. W czerwcu 1938 dowodzona przez niego jednostka została przemianowana na Komendę Rejonu Uzupełnień Nisko, a zajmowane przez niego stanowisko otrzymało nazwę „komendant rejonu uzupełnień”. Na wspomnianym stanowisku pozostawał w następnym roku.
Zmarł 5 maja 1957.

## Ordery i odznaczenia
- Krzyż Srebrny Orderu Wojskowego Virtuti Militari – 28 lutego 1921[17][18]
- Krzyż Niepodległości – 16 września 1931 „za pracę w dziele odzyskania niepodległości”[19]
- Krzyż Walecznych czterokrotnie[20]
- Złoty Krzyż Zasługi – 10 listopada 1928[21][22]